# Eldis Bajrami
Eldis Bajrami (* 12. Dezember 1992 in Wien) ist ein nordmazedonischer Fußballspieler, der auch die österreichische Staatsbürgerschaft besitzt.

## Karriere

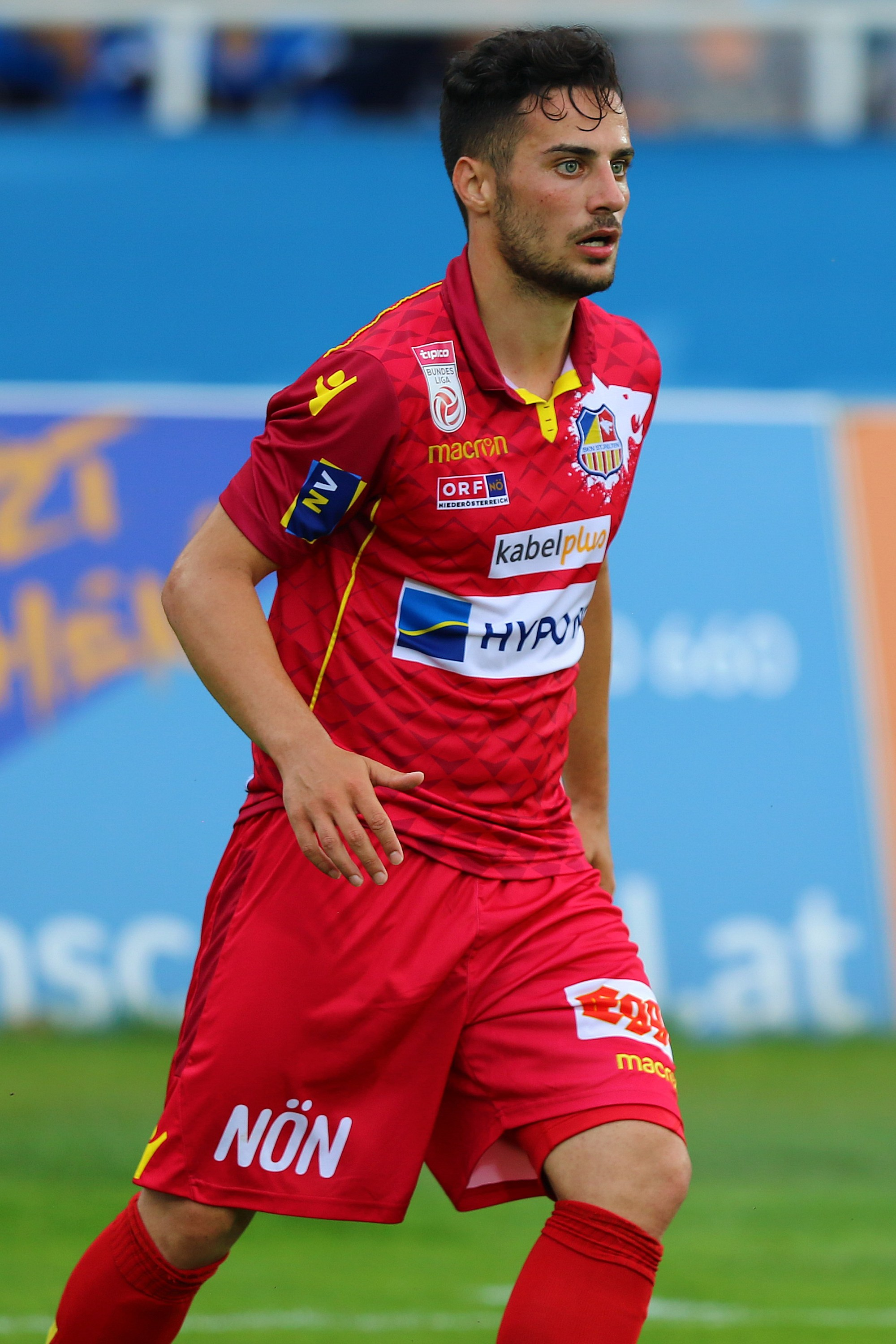
Eldis Bajrami 2018 im Trikot von SKN St. Pölten

### Verein
Bajrami, als Mazedonier in Österreich geboren, begann seine Karriere 2002 beim SR Donaufeld Wien, für den er insgesamt sechs Jahre aktiv war, ehe er zum SK Rapid Wien wechselte. Dort wurde er 2010 in die zweite Mannschaft geholt. Sein Debüt für die Amateure der Grün-Weißen in der Regionalliga Ost, der dritthöchsten österreichischen Spielklasse, gab der Stürmer am 31. August 2010 im Auswärtsspiel gegen den FC Waidhofen/Ybbs, wo er nach 37 Minuten wegen eines Fouls ausgeschlossen wurde. 
Bajrami gab am 26. Mai 2013 sein Debüt in der höchsten österreichischen Spielklasse unter Trainer Zoran Barišić, als er beim 3:0-Sieg gegen die SV Ried in der 74. Minute für Dominik Starkl eingewechselt wurde.
Am 5. Juni 2014 wurde Bajrami für eine Saison lang an den FC Admira Wacker Mödling verliehen. Am 28. April 2015 nutzte der FC Admira Wacker Mödling seine Kaufoption und verlängerte den Vertrag bis Sommer 2017.
Nach der Saison 2016/17 verließ er die Admira. Im September 2017 wechselte er zum SKN St. Pölten, bei dem er einen bis Juni 2018 gültigen Vertrag erhielt. Nach der Saison 2018/19 verließ er St. Pölten.
Nach einem halben Jahr ohne Verein wechselte er im Jänner 2020 zum Regionalligisten FCM Traiskirchen. Für Traiskirchen kam er in zweieinhalb Jahren zu 34 Einsätzen in der Regionalliga Ost, in denen er viermal traf. Zur Saison 2022/23 schloss er sich dem Ligakonkurrenten FC Marchfeld Donauauen an.

### Nationalmannschaft
International spielte der Stürmer viermal für die mazedonische U-21-Nationalmannschaft. Sein Debüt gab er gegen die albanische U-21 bei einem Freundschaftsspiel in Schwaz in Österreich.